# Lal Bokhari
Lal Shah S. Bokhari, född 13 januari 1906 i Faisalabad, död 22 juli 1959 i Colombo, var en indisk landhockeyspelare.
Bokhari blev olympisk guldmedaljör i landhockey vid sommarspelen 1932 i Los Angeles.